# Comté de Limestone (Texas)
Pour les articles homonymes, voir Limestone et Comté de Limestone.
Le comté de Limestone, en anglais : Limestone County, est un comté situé dans l'est de l'État du Texas aux États-Unis. Le mot anglais limestone, signifie en français : calcaire, en référence aux roches calcaires présentes dans la région. Fondé le 11 avril 1846, son siège de comté est la ville de Groesbeck. Selon le recensement des États-Unis de 2020, sa population est de 22 146 habitants. Le comté a une superficie de 2 416,7 km2, dont 2 344,6 km2 en surfaces terrestres.

## Organisation du comté
Le comté est fondé le 11 avril 1846, à partir des terres du comté de Robertson. Il est définitivement organisé et autonome, le 18 août 1846.
Le nom du comté fait référence à la nature du sol présent dans ses frontières.

## Géographie
Le comté de Limestone se situe au centre de l'État du Texas, aux États-Unis,.
Il est traversé du nord au sud par la rivière Navasota qui forme, au centre du comté, le lac Mexia, puis au sud-est le lac Limestone.
Il a une superficie totale de 2 416,7 km2, composée de 2 344,6 km2 de terres et de 72,1 km2 de zones aquatiques.

## Comtés adjacents
| Comté de Hill     | Comté de Navarro   | Comté de Freestone |
| Comté de McLennan | comté de Limestone |                    |
| Comté de Falls    | Comté de Robertson | Comté de Leon      |

## Démographie
Lors du recensement de 2010, le comté comptait une population de 23 384 habitants. Elle est estimée, en 2017, à 6 528 habitants.

Pyramide des âges du comté de Limestone (2000).

| Groupes           | Comté de Limestone | Texas | États-Unis |
| ----------------- | ------------------ | ----- | ---------- |
| Blancs            | 69,0               | 70,4  | 72,4       |
| Afro-Américains   | 17,6               | 11,9  | 12,6       |
| Autres            | 10,6               | 10,6  | 6,4        |
| Métis             | 2,0                | 2,5   | 2,7        |
| Amérindiens       | 0,5                | 0,7   | 0,9        |
| Asiatiques        | 0,4                | 3,8   | 4,8        |
| Total             | 100                | 100   | 100        |
|                   |                    |       |            |
| Latino-Américains | 19,1               | 37,6  | 16,7       |